# Expectations (Lauren Jauregui)
Expectations è il primo singolo da solista della cantante statunitense Lauren Jauregui, pubblicato nel 2018.

## Antefatti
Expectations è una delle prime canzoni scritte da Jauregui mentre era in un processo di auto esplorazione e rivalutazione dopo l’annuncio della pausa delle Fifth Harmony. Ha debuttato la canzone a giugno 2018 a São Paulo, in Brasile (insieme ad altre due canzoni che aveva scritto), durante il suo show d’apertura per il Hopeless Fountain Kingdom Tour di Halsey. Jauregui ha detto che l'appassionata risposta dei fan alla canzone quando si è esibita l'ha ispirata a pubblicarla. Jauregui in seguito ha detto che stava "dando gli ultimi ritocchi" alla canzone e ha dato ai fan una breve anteprima il 1 ottobre 2018 con un frammento di 18 secondi del suo video.

## Descrizione
Expectations è un brano R&B pieno di chitarra, lento e bruciante. Dal punto di vista del testo, Expectations descrive uno stato relazionale in cui il partner non sembra preoccuparsi di lei tanto quanto lei riguardo lui. Esprime la lotta per voler cambiare la situazione, ma non è in grado di farlo. Nella canzone, la cantante desidera che non abbia aspettative, ma quando si sdraia a letto, si chiede dove sia stato il suo partner.La cantante ha scritto la canzone dopo aver sperimentato qualcosa che l'ha resa "sconvolta". Era andata in studio il giorno seguente e l’ha scritta in circa 30 minuti.  Jauregui ha detto che ha giocato con doppio significato per il singolo, alludendo contemporaneamente alle aspettative sulla sua uscita dalle Fifth Harmony.

## Tracce
- Download digitale

1. Expectations – 3:24